# سينما الرسوم المتحركة في إسبانيا
بدأ تاريخ صناعة الرسوم المتحركة في إسبانيا بالنمو على يد خبير المؤثرات البصرية ومصمم الدمى سيجوندو دى تشومون، حيث صنع العديد من أفلام الرسوم المتحركة القصيرة ما بين عام 1908 و1916 في باثى. واتجه من خلاله الكثير من المخرجين العاملين في مجال القصص المصورة الإسبانية إلى مجال الرسوم المتحركة. وأول من قاموا بانتاج فيلم طويل هم أرتورو مورينو وخوسيه ماريا بلاى باسم السيف المسحور في عام 1945. ولقد تطور هذا المجال خلال السنوات الأخيرة بفضل تطور التكنولوجيا المستخدمة بها.

## الخصائص
كنتيجة لعدم توفر العديد من الكُتاب المحترفين في مجال صناعة أفلام الرسوم المتحركة الطويلة في الفترة ما بين 1945 - 1985، كان من الشائع تبنيهم لبعض القصص الأدبية في أفلامهم.

## تاريخ

### الأصول (1906-1942)
قدم رائد سينما الرسوم المتحركة في إسبانيا «التيروالى سيجوندو دى تشومون» العديد من الأفلام خلال وجوده في باثى والتي تضمنت العديد من الأجزاء المتحركة، وهذه الأفلام هي: بيت الجان والظلية المتحركة ونزهة العمة سالى ودائرة الكحول والقلعة المسحورة. ويعتبر الثور الظاهرة لفرناندو ماركو هو أول فيلم رسوم متحركة إسبانى، ولكن خواكين ثيودارو هو من كان القائد الحقيقى، حيث قدم العديد من الأفلام خلال الفترة ما بين 1917-1921، صيغة الطبيب ناب وتاريخ الشرطة واللصوص ومغامرات جيم تروت والتلميذ المحتال في عام 1930.

#### العصر الذهبى (1942-1951)
أتت ذروة أفلام الرسوم المتحركة الإسبانية إثر انتهاء الحرب الأهلية الإسبانية مع إنشاء إستوديوهات الرسوم المتحركة تشامرتين والتي نشأت نتيجة لعملية الدمج بين أفلام إسبانو جرافيك وأفلام ديبسونو، وقدمت هذه الشركة ثلاث سلاسل من الأفلام القصيرة وهم: دون كليكى وشخبطة وثيبيلون.
ومع ذلك فقد أتت هذه الذروة مع أول فيلم روائى إسبانى طويل متحرك في التاريخ (وأول فيلم ملون في أوروبا) السيف المسحور ل «أرتورو مورينو» والذي سيمتلك مدرسة باسمه في وقت لاحق. فيما بعد، قدمت إستديوهات باليت وبلاى -واللذان كان قد قدما هذين الفيلمين سابقين الذكر- فيلم ثالث بعنوان أحلام تاى-باى ل «فرانس ونترستين» ولكنه تعرض إلى إخفاق تجارى مما أدى إلى إغلاق الشركة.
وبعد إغلاق إستديوهات الرسوم المتحركة تشامرتين قرر الإخوة باجونيا مع خوسيه بينيت موريل إنشاء شركة جديدة لعمل أفلام رسوم متحركة روائية طويلة ملونة. وكان من أول أعمالهم (كان يا ما كان) وهو فيلم مستند إلى قصة لتشارلز بيرو «سندريللا والحذاء الزجاجى» ومع ذلك لم يكن يحمل العنوان الأصلى للقصة؛ حيث كان قد حصل والت ديزنى على الاسم في وقت سابق لإصدار نسخته في أمريكا الشمالية، ولم يسمح لهم باستخدام نفس الاسم. لم يحقق الفيلم النجاح الاقتصادى المرجو فاضطرت الشركة إلى أن تغلق.

##### العصور الحديثة (1951-1993)
في بدايات عام 1950، قام الإخوة مورو (خوسيه لويس وسانتياجو) -اللذان كان معروفان لعملهم في صناعة الرسوم المتحركة في الإعلانات، وأيضا لتقديهم لسلسة عائلة تيليرين وكانتينفلاس- بتقديم فيلمين روائيين طويلين «كاتى» و«كاتى وكيكى وكوكو» بعد عدة أفلام روائية قصيرة. وعملا معًا على إنشاء إستديوهات مورو في عام 1955، والذي حصدَ من خلاله على ثلاث جوائز وهم السعفة الذهبية من مهرجان كان وكأسين من مهرجان البندقية وعلى أكثر من مائة جائزة دولية للإعلانات لمدة خمس سنوات متتالية، وقد جاءت شهرتهم الهائلة من خلال عائلة تيليرين وإعلانه المنفصل الإسطورى «لنذهب إلى الفراش» والمعترف به كأحد المعالم الرئيسية للتلفزيون الإسبانى. عمل كروز دلجادور -مصور قصص الأطفال- في بيلفيسيون في بروكسل وإستديوهات مورو، وقد قام بتأسيس شركة متخصصة في إنتاج الرسوم المتحركة في إسبانيا في عام 1966 وكان أول أفلامه هو الفيلم الروائى القصير القط ذو الحذاء والذي حاز على جائزة مهرجان خيخون السينمائي الدولى في عام 1964 وفي جوتفالدوف «تشيكوسلوفاكيا» في عام 1965. قام بعمل سلسلة من ثلاث عشرة حلقة الجزئ من أجل التلفزيون الوطنى الإسبانى في عام 1968. قدم العديد من الأفلام الروائية فمنها مغامرة سحرية في عام 1973 وعُلية الخيال في عام 1978 ورحلات جاليفر في عام 1983، وعازفو بريمن في عام 1988، ومع ذلك كانت مساهمته الرئيسية في عالم سينما الرسوم المتحركة في سلسلة تليفزيونية متكونة من 35 حلقة عن رواية دون كيخوتى دى لا مانشا لــ ميجيل دى ثيربانتس عام 1978 والذي شارك في إنتاجه خوسيه خابيير روماجوسا. ويمكن إضافة إلى هذه القائمة فيلمين تم عملهم في كتالونيا، بيراوسترينيا لـ أنخيل جارثيا في عام 1989، والحديد اليقظ: صرخة النار لـ خوردى أوموروس في عام 1990 التي تدور قصته حول أوديسية Llúria، عن فتى يبلغ من العمر اثنتى عشرة سنة والذي كان مفتونا بتاريخ المغافرين، وهم فئة من الجنود من مملكة أرجون. وفيلمين أخرين تم عملهم في إقليم الباسك، أسطورة رياح الشمال لـ كارلوس باريلا ومايتى رويث دى أوسترى في عام 1992، وتدور قصته حول مغامرات توأمين في صيد الحيتان، وعودة رياح الشمال لـ مايتى رويث دى أوسترى في عام 1993، وتحتوى على نفس أبطال ومغامرات الفيلم السابق ذكره.

###### القرن الحادى والعشرون (2001-2012)
مع تطور وسائل التكنولوجيا في صناعة أفلام الرسوم المتحركة ظهر جيل جديد من الفنانين، ومن الأفلام ذات النوعية الجيدة، منذ فيلم الغابة المتحركة في عام 2001 لــ أنخيل دى كروث ومانولو جوميز، حتى فيلم الإسبانى الأرجنتينى الفأر بيريز لـ خوان بابلو بوسكارينى، والليلة مغامرة سحرية في عام 2007 لـ أدريا جارثيا، والسيد: الأسطورة في عام 2003 ودونكى خوتى في عام 2007 لـ خوسيه بوزو. وقدم كاندور مون فيلم الوشق المفقود في عام 2008 والفيلم الذي رشح لجائزة الأوسكار لعام 2010 عن فئة أفضل فيلم رسوم متحركة قصير السيدة والموت. ويعتبر كل من بوكويو وبيرنارد وسالى مكاى من أبرز الشخصيات الكرتونية للأطفال والتي اكتسبت شهرة واسعة في جميع أنحاء العالم. وكذلك الكوكب 51 لـ خورخى بلانكو عام 2009، حقق نجاحا دوليا والذي يُمكنه من منافسة بيكسار. وقد عملا كل من فرناندو ترويبا وخابيير ماريسكال على صنع فيلم الرسوم المتحركة للبالغين تشيكو وريتا في عام 2010، والذي حاز على جائز جويا كأفضل فيلم رسوم متحركة.

## الإنتاج

المسلسل التليفزيونى Pocoyo

### الأفلام الروائية الطويلة
والجدير بالذكر، لم يتم إنتاج سوى عشرة أفلام فقط منذ 1945 وحتى 1985، ولكن ما لبث أن تغير هذا خلال القرن الحادى والعشرين بإنتاج ما لا يقل عن خمسة أفلام في السنة الواحدة. ومن بعض هذه الأعمال:
.1945-1985

- السيف المسحور (Garbancito de la Mancha)
- عطلة سعيدة (Alegres vacaciones)
- كان يا ما كان... (...Érase una vez)
- أحلام تاى-باى (Los sueños de Tay-Pi)
- ساحر الأحلام (El mago de los sueños)
- مغامرة سحرية (Mágica aventura)
- قصص الحب والذبح (Historias de amor y masacre)
- رحلات جاليفر (Los viajes de Gulliver)
- المتشرد الصغير (El pequeño vagabundo)
- كاتى (Katy)

.1985-2015

- عازفو بريمن (Los cuatro músicos de Bremen)
- الحديد اليقظ (Despertaferro)
- أسطورة رياح الشمال (La leyenda del viento del Norte)
- عودة رياح الشمال (El regreso del viento del Norte)
- كم هم حيوانات هؤلاء الجيران! (!Qué vecinos tan animales¡)
- أسطورة وحيد القرن (La leyenda del unicornio)
- السيد: الأسطورة (El Cid: La leyenda)
- ملوك المجوس (Los Reyes Magos)
- جومير (Goomer)
- الفأر بيريز (El Ratón Pérez)
- من الأعماق (De Profundis)
- الليلة، مغامرة سحرية (Nocturna, una aventura mágica)
- دونكى خوتى (Donkey Xote)
- أزمة آكلى اللحوم (La crisis carnívora)
- الوشق المفقود (El lince perdido)
- قناة الحيوان (Animal channel)
- الكوكب 51 (Planet 51)
- تشيكو وريتا (Chico y Rita)
- كنز الملك ميداس (El tesoro del rey Midas)
- التجاعيد (Arrugas)
- تاديو جونز (Tadeo Jones)
- جاستين وسيف البسالة (Justin y la espada del valor)
- الساحر الصغير (El pequeño mago)
- رحلة لوثيوس دبم الاستثنائية (El extraordinario viaje de Lucius Dumb)
- طاولة كرة القدم (Futbolín)
- قوات القماش في غابة قوس قزح (La tropa de trapo en la selva del arcoiris)
- ديكسى والزومبى المتمرد (Dixie y la rebelión zombi)
- مورت وفيل ضد جيمى الجوكر (Mortadelo y Filemón contra Jimmy el Cachondo)
- مينيكى والمرآة السحرية (Meñique y el espejo mágico)
- بعد ذلك (Pos eso)
- التقط العلم (Atrapa la bandera)
- يوكو وأصدقائها (Yoko y sus amigos)
- سر أميلا (El secreto de Amila)

#### الأفلام الروائية القصيرة
.1908-2009
- الفندق الكهربائى (El hotel eléctrico)
- مينوتوروماكيا (Minotauromaquia)
- أسطورة الفزاعة (La leyenda del espantapájaros)
- السيدة والموت (La dama y la muerte)
- الروح (Alma)

##### المسلسلات التليفزونية
ولابد من أن نذكر بعض من مسلسلات الرسوم المتحركة أيضا مثل:
.1981-2011
- مرجان والفرسان الثلاثة (D'Artacan y los tres mosqueperros)
- السبع المدهش (La vuelta al mundo de Willy Fog)
- حكيم الأقزام (David el gnomo)
- بوكويو (Pocoyo)
- شباب نوى (Muchachada nui)
- جيلى جام (Jelly Jamm)

## وصلات خارجية
- El cine de animación
- Peliculas de animación de España